# Monotes glaber
Monotes glaber är en tvåhjärtbladig växtart som beskrevs av Thomas Archibald Sprague. Monotes glaber ingår i släktet Monotes och familjen Dipterocarpaceae. Inga underarter finns listade i Catalogue of Life.